# Il colore venuto dallo spazio (film)
Il colore venuto dallo spazio (Color Out of Space) è un film del 2019 diretto da Richard Stanley, ed è un adattamento cinematografico dell'omonimo racconto del 1927 scritto da Howard Phillips Lovecraft.

## Trama
Sulla scia della mastectomia di sua moglie Theresa, Nathan Gardner trasferisce la sua famiglia, compresi i figli Lavinia, Benny e Jack, nella fattoria del suo defunto padre. Una notte, una meteora luminosa si schianta nel loro cortile, e Jack cade brevemente in stato catatonico. La mattina dopo, l'idrologo Ward Phillips, che sta controllando l'area per lo sviluppo di una diga, arriva per vedere la meteora insieme al sindaco e allo sceriffo della vicina città di Arkham. Quella notte, durante un temporale, Nathan e Lavinia vedono la meteora essere colpita da numerosi fulmini.
Ward nota che le acque sotterranee hanno assunto una lucentezza oleosa e fa dei controlli, consigliando poi ai Gardner di non berla. Mentre informa della contaminazione un altro residente della zona, Ezra, quest'ultimo gli fa ascoltare una registrazione di suoni di origine sconosciuta che risuonano sotto la sua casa di notte. Nel frattempo, Jack sviluppa un interesse insolito per il pozzo della proprietà, osservando strane crescite di piante e insetti da lì provenienti, e dichiara di comunicare con un "amico" all'interno del pozzo. Una troupe giornalistica arriva per intervistare Nathan sulla meteora, ma scopre che è svanita.
Più tardi, mentre Theresa sta preparando la cena, cade in trance e si amputa due dita, pertanto Nathan la porta in ospedale lasciando i figli da soli. Su richiesta di Nathan, Benny esce di casa per riportare gli alpaca della fattoria nelle loro stalle, ma non rientra fino a tarda notte, sostenendo che il tempo per lui è trascorso istantaneamente. Nel frattempo, Lavinia tenta più volte di contattare Nathan, ma non riescono a comunicare attraverso il telefono. Al ritorno dei genitori, Nathan si scaglia contro Benny e Lavinia manifestando una rabbia insolita.
In seguito, Nathan e Theresa litigano a causa dell'immangiabile raccolto prodotto da Nathan e per la scarsa connessione a Internet. Di notte, Lavinia cerca di eseguire un rituale con il Necronomicon e offre il suo sangue per salvare la sua famiglia, infliggendosi delle ferite. Jack e Benny scoprono che gli alpaca nelle stalle hanno subito una mutazione a causa del colore emesso dalla meteora, per la quale sono stati fusi in una massa organica aggressiva; Theresa va ad aiutare i figli, ma viene colpita da un raggio colorato con Jack e i due vengono fusi insieme. Tutti i dispositivi elettronici e l'auto smettono di funzionare, pertanto è impossibile chiamare o cercare aiuto; dopo aver scoperto che la luce solare danneggia Theresa e Jack, vengono portati in soffitta. Nathan decide di sopprimere gli alpaca mutati con un fucile e, quasi del tutto impazzito, progetta di fare lo stesso con la moglie e il figlio, ma non riesce a farlo.
Lavinia e Benny progettano di lasciare la fattoria usando il cavallo di Lavinia, ma l'animale scappa dalla proprietà. Benny sente quello che sembra il cane di famiglia nel pozzo e cerca di entrarci per recuperarlo, ma viene assimilato dal colore. Nathan rinchiude Lavinia in soffitta con Theresa e Jack, i quali si sono trasformati in una creatura mostruosa e aggressiva. Ward e lo sceriffo, insospettiti dagli animali mutati trovati nella zona, vanno alla fattoria e scoprono quanto sta succedendo, mentre Nathan uccide il mostro. 
Nathan vede il colore emergere dal pozzo e cerca di sparargli, ma lo sceriffo crede che stia mirando a Ward e gli spara a morte. Ward e lo sceriffo vanno da Ezra per portarlo con loro, ma Lavinia insiste per rimanere con il padre in fin di vita. A casa di Ezra si trova solo il suo cadavere essiccato e una registrazione in cui ipotizza che il colore stia tentando di rifare la Terra in "qualcosa che conosce" e, sulla via del ritorno per la fattoria, un albero mutato prende vita e uccide lo sceriffo.
Ward va a prendere Lavinia, ma la trova posseduta dal colore, che fuoriesce dal pozzo e sale nel cielo. Ward ha una visione della provenienza del colore, un esopianeta psichedelico abitato da entità aliene tentacolari, prima che Lavinia si disintegri. Mentre lo spazio e il tempo iniziano a districarsi, Ward entra nella fattoria ed è inseguito da una visione di Nathan. Si nasconde nella cantina mentre la distorsione della realtà del colore distrugge la proprietà, lasciando Ward l'unico sopravvissuto.
Nell'epilogo, un Ward traumatizzato si trova in cima alla diga finita che copre l'ex proprietà e afferma che dopo aver assistito all'acquisizione del colore, non berrà mai l'acqua della diga.

## Promozione
Il trailer del film è stato diffuso il 6 novembre 2019.

## Distribuzione
Presentata in anteprima il 7 settembre 2019 al TIFF, la pellicola è stata distribuita negli Stati Uniti il 24 gennaio 2020 da RLJE Films, in 81 sale cinematografiche.
In Italia il film è stato distribuito in video on demand dal 24 ottobre 2020.
Il film è disponibile in DVD e Blu ray distribuito da CG Entertainment dal 15 dicembre 2020, che ne ha realizzata anche un'edizione speciale numerata e limitata a 500 copie in blu ray.

## Differenze col racconto originale
- nel racconto l’entità cosmica è descritta come un colore irriconoscibile, impossibile da descrivere. Nel film invece si scelse di girarlo con l’entità di colore Magenta. secondo alcuni, la scelta di questo colore è perché si dice che il magenta non si sa da dove proviene. 
-nel racconto, la storia è narrata in prima persona da un personaggio (a cui Ward è ispirato) ad un altro. 
- nel racconto la famiglia Gardner è molto diversa da quella nel film; Il padre si chiama Nahum, non Nathan e sua moglie si chiama Nabby non Theresa. I figli sono tutti maschi e si chiamano Zenas, Thaddeus e Marvin. Lavinia non compare nel racconto, tuttavia il suo personaggio potrebbe essere un riferimento a Lavinia Whatley, un personaggio presente nel racconto L'orrore di Dunwich sempre di H. P. Lovecraft.